# Giordano De Giorgi
Giordano De Giorgi (ur. 15 lutego 1919 w Canzano, zm. 27 lutego 1996 w Trieście) – włoski zapaśnik walczący w stylu wolnym. Olimpijczyk z Helsinek 1952, gdzie zajął siódme miejsce w kategorii do 52 kg.

## Letnie Igrzyska Olimpijskie 1952
| Konkurencja      | Rundy eliminacyjne    | Rundy eliminacyjne     | Rundy eliminacyjne   | Klas. końcowa |
| Konkurencja      | Przeciwnik I          | Przeciwnik II          | Przeciwnik III       | Miejsce       |
| ---------------- | --------------------- | ---------------------- | -------------------- | ------------- |
| 52 kg styl wolny | Maurice Mewis (BEL) Z | Marcel Sigiran (FRA) Z | Hasan Gemici (TUR) P | 7.            |